# Theo van Leeuwen
Theodoor Jacob "Theo" van Leeuwen (1947) é um linguista, semioticista e cineasta neerlandês-australiano, professor emérito da Universidade de Tecnologia de Sydney. É conhecido especialmente por sua pesquisa nos campos da semiótica social, da multimodalidade e da análise crítica do discurso. É editor-fundador dos periódicos Visual Communication e Social Semiotics.